# Феррейра, Марсел
Марсел Венсезлау Феррейра (порт. Marcel Wenceslau Ferreira: род. 17 января 1981, Сан-Паулу, штат Сан-Паулу, Бразилия) — бразильский тхэквондист, выступающий в мужской наилегчайшей весовой категории. Медалист Панамериканских чемпионатов по тхэквондо — 2002 (золото), 2006 (бронза) и 2012 (бронза) годов. Завоевал бронзовую медаль на чемпионате мира по тхэквондо 2007 года в Пекине. Представлял Бразилию на летних Олимпийских играх 2004 года. Младший брат тхэквондиста Марсиу Феррейры, выступавшего в той же категории на летних Олимпийских играх 2008 года в Пекине.

## Карьера
Квалифицировался в сборную Бразилии в мужской наилегчайшей весовой категории (58 кг) на летних Олимпийских играх 2004 года в Афинах, получив путёвку и заняв второе место после мексиканца Оскара Салазара на Панамериканском олимпийском отборочном турнире в Сантьяго-де-Керетаро. Проиграл свой первый матч со счетом 2-10 египтянину Тамеру Байуми, который впоследствие стал бронзовым призёром олимпиады. После того, как Байуми в полуфинале обыграл представителя китайского Тайбэя Чу Му-йена, Феррейра потерял шанс побороться за бронзовую олимпийскую медаль в повторном матче.
В 2007 году на чемпионате мира в Пекине выиграл бронзовую медаль, одержав победу над таиландским спротсменом Нача Пунтонгом в весовой категории до 62 кг.